# Lucien Nortier
Lucien Nortier, né le 14 septembre 1922 à Ermont, mort le 14 décembre 1994 à Eaubonne, est un illustrateur, dessinateur et scénariste français de bandes dessinées pour la jeunesse. Il réalise la plupart de ses travaux pour la presse jeunesse, dont les majeurs sont les séries publiées dans Vaillant comme Sam Billie Bill ou Le Grêlé 7/13. Il fait partie des membres du fameux Atelier 63 dans les années 1950 avec ses collègues Raymond Poïvet ou encore Roger Lécureux. 

## Biographie

### Une passion du dessin dès la jeunesse : la bande dessinée comme vocation
Lucien Nortier naît le 14 septembre 1922 à Ermont (Val-d'Oise), dans une famille de classe moyenne indépendante. Son père est  un ancien dessinateur de motifs pour la tapisserie d'Aubusson, il a donc un avant goût du dessin qu'il pratique en observant les animaux notamment.
Son père le dissuade de faire de sa passion un métier alors qu'il voudrait être dessinateur. Après avoir entamé des études secondaires en 1939, il devient donc percepteur d'impôts.
Pendant la guerre, il revient à une occupation plus artistique dans la chaudronnerie en apprenant la soudure, métier pour lequel il s'avère doué. Il ne donne pas de précision sur son rôle et ses positions pendant l'occupation, mais il est admiratif des résistants.
Malgré tout, il dessine encore et s'accroche à son idée en envoyant des dessins aux éditeurs. Il commence sa carrière en dessinant Bob l'Ardent chez MV (série de récits complets, broché dans la collection Gang) puis passe par plusieurs journaux (le premier étant Jeudi Magazine, ancien Zorro) avant de dessiner pour Vaillant pendant 30 ans. Durant cette période, il dessine à l'Atelier 63 aux côtés de grands dessinateurs de l'époque et fait surtout la connaissance de Raymond Poïvet dans lequel il trouve une sorte de mentor. Dans les années 1970, il quitte Vaillant et collabore à d'autres magazines jusqu'aux années 1980, jouissant d'une plus grande liberté de choix artistiques. Il s’engage pour les droits des dessinateurs et le syndicalisme. 

### Carrière dans la bande dessinée

#### Un début de carrière mouvementé
En 1946 il sollicite les éditions MV à Paris, car il a remarqué leur titre Bob l'Ardent, auquel il est finalement invité à collaborer, succédant à Rémy Bourlès. C'est là qu'il se forme à la bande dessinée sur le tas. Il n'y reste pas longtemps puisque la maison d'édition fait faillite peu après son arrivée. Nortier ne perd pas de temps et montre ses dessins à d'autres éditeurs, ce qui lui permet de participer à plusieurs BD : d'abord pour Jeudi-Magazine Zorro en 1947 avec Les Pionniers de l'Ouest et Tao l'homme fauve, confirmant son attachement aux récits d'aventure. Il continue dans cette mouvance avec La Route de l'Ouest pour Zig et Puce et collabore avec le scénariste Jean Volsa à la BD d'anticipation Jean L'Aigle, dans Pic & Nic.

#### L'atelier 63 et Vaillant, un apogée pour Nortier à l’époque faste de la BD
Lucien Nortier est remarqué pour ses dessins et est contacté en 1947 par Roger Lécureux pour réaliser avec lui Le Cormoran dans le journal Vaillant, qui lui propose un salaire beaucoup plus élevé que celui qu'il touche à l'époque (9 000 anciens francs pour ses planches contre 3 500). C'est à la suite de sa rencontre avec Raymond Poïvet (dont il apprécie les dessins et qu'il considère comme un maître) qu'il entre à l'Atelier 63 « mythique » de la rue des Pyramides où il reste longtemps et se consacre pleinement à la BD aux côtés de dessinateurs comme Marijac, Christian Gaty et Robert Gigi, et y croise Uderzo, Druillet ou encore le scénariste Goscinny. Il apprécie le travail en groupe et l'ambiance de cet atelier, établi dans un immeuble qui accueille également un organisme de presse issu de la Résistance. Il s'épanouit donc dans cet environnement et y crée la plupart de ses planches pour le journal Vaillant où il reste 30 ans et effectue le plus gros de sa carrière.
En effet à ce moment-là le magazine est en plein essor et Nortier participe à cette émulation artistique. Il réalise pour celui-ci ses plus fameuses séries : Le Cormoran (1947-1955), Sam Billie Bill (1949-1962)  avec Lécureux et Ollivier au scénario, Robin des Bois dans les années 1960 avec Kieffer ou encore Le Grêlé 7/13 avec Lécureux (au scénario) et Gaty (à l’encrage) de 1966 à 1971. Il dessine Fanfan la Tulipe dans les années 1970 sur un scénario de Sanitas et encré par Gaty, auquel il laisse finalement le soin de continuer la série en 1975 pour se consacrer à une série animalière, Lucien des Bois. 
Nortier, Gaty et les autres quittent l'atelier en 79-80 lorsque Poïvet se retire et que le loyer devient trop cher, pour travailler chez eux. C'est la fin d'une période de « bohème » comme l'appelle Nortier.

#### Travaux mineurs et fin de carrière : des choix originaux et personnels
Son travail n'est pas exclusif et il continue de collaborer à d'autres journaux majeurs de l'époque comme Pilote où il adapte la série radiophonique Bison noir, mais aussi le feuilleton américain Broken Arrow dans Cochise (1960-1961), ou Mickey (avec Thierry la Fronde de 1964 à 1968 par exemple). Originalité de sa carrière, il collabore dans les années 1950-1960 à la presse enfantine genrée pour Mireille avec Dany hôtesse de Paris (avec Gaty et scénario de Volsa) et à la presse du cœur chez Del Duca (Éditions Mondiales) et Dargaud pour des journaux comme Nous deux.
Dans la fin des années 1970 et les années 1980, il multiplie les collaborations avec des journaux non spécialisés dans la BD comme Le Hérisson ou Paris Jour, mais pas de manière régulière comme il le faisait chez Vaillant.  Il participe également à un ouvrage didactique pour Chancerel sur les animaux avec les illustrations de Le Chien en 1977, ainsi que chez Hachette pour des albums sur des thèmes historiques (Les Grandes Inventions, De Gaulle…). Sa fin de carrière montre donc une polyvalence et toujours un attachement aux mêmes thèmes récurrents.

#### Engagement et conscience politique : l'expérience ratée du syndicat
Nortier refuse tout engagement politique évident comme celui de Vaillant dans le PCF, il est d'ailleurs méfiant à cet égard. Il est cependant admiratif de certains personnages historiques et le montre parfois dans ses BD en illustrant des thèmes qui lui sont chers sans jamais tomber dans la propagande. 
Son grand engagement est le syndicalisme : il se bat en 1968 pour le statut des dessinateurs de BD mis à mal par la Commission de la carte d'identité des journalistes professionnels , qui refuse de reconnaître les dessinateurs comme des journalistes : ceux-ci n'ont pas de retraite et sont souvent licenciés sans préavis. Avec Mandryka, Poïvet et d'autres ils créent un syndicat et exigent d'être entendus par les autorités compétentes. Cette expérience syndicaliste tourne mal, du fait des acteurs majeurs de la BD exclus du projet comme Goscinny et de la sollicitation du parti communiste alors que Nortier tient à la neutralité politique.

Sa longue collaboration avec Vaillant, puis avec des journaux comme Le Hérisson qui sont des publications ancrées à gauche voire à l'extrême gauche pour Vaillant, est parfois compliquée pour Nortier qui refuse toute affiliation à un mouvement politique :
« C'était quelqu'un sur qui l'on pouvait compter, qui supportait mal l'injustice et qui piquait parfois des « coups de gueule » dans les rédactions. » 
Admiratif de la résistance sans que l'on ait plus d'informations sur son rôle dans celle-ci, et fasciné par la Révolution française, ses héros sont donc un mélange imaginaire des valeurs de la gauche de son temps et de ses références historiques idéalisées.

## Des thèmes plus ou moins appréciés abordés dans un style réaliste

### La BD d'aventure historique et « politique » : genre subi ou choisi ?
Beaucoup de travaux de Nortier concernent des héros ancrés dans une époque lointaine, laissant parfois paraître des idéaux politiques, alors que le dessinateur refuse de s’engager dans ses dessins. Cela est notamment dû à l’appartenance politique et aux racines de  Vaillant, créé par d’anciens résistants et communistes. Mais cela relève aussi des choix du dessinateur qui représente des héros dans lesquels il peut reconnaître ses idéaux de justice.

#### Le Cormoran
Le capitaine Cormoran est un fils de noble révolutionnaire et son intrigue se déroule dans une époque moderne mal définie, après la Révolution logiquement (mais resituée ensuite dans les années 1700 quand il confie la BD à Gillon et Ollivier). Dans le premier numéro où il apparaît, un billet de la rédaction avertit de son arrivée au journal Vaillant :
« La mer fouette les rochers déchiquetés de la côte et dans l'auberge voisine, une ombre s'est glissée. Quel est cet homme que l'on appelle Monseigneur ? Quel est ce chevalier sans peur qu affronte les plus audacieux policiers du roi ? Quel est cet inconnu dont on ignore le véritable nom, mais dont l'épée habile est redoutée des forts et aimée des opprimés ? »
Ce personnage est un corsaire, aventurier au grand cœur, qui lutte pour plus de justice et se bat avec courage, tombe parfois amoureux et meurt dans le dernier épisode réalisé par Nortier, chose peu courante à l'époque. Nortier dessine sous l'influence de la mode du moment, qui est aux corsaires :
« Dans les années 1940-60, chaque publication avait son héros de corsaire, flibustier ou boucanier. Ces personnages apportaient un souffle d'exotisme historique dans des cadres propices aux combats sur mer, courses aux trésors, chasses aux trafics les plus divers, duels et intrigues de palais... Ils furent nombreux à traquer l'aventure sur les mers du globe pour le plus grand plaisir des jeunes lecteurs […] »
Il a déjà ce projet en tête avant que Lécureux ne le contacte de la part de Vaillant pour réaliser une série avec lui. Par la suite c'est ce dernier qui s'occupera du scénario mais la série est vite arrêtée car le public n'accroche pas.

#### Sam Billie Bill
Ce western est également sur un scénario de Lécureux, à la suite de l'échec du Cormoran. Sam Billie Bill est un jeune cow-boy de 17 ans à qui il arrive des aventures que Nortier lui fait vivre pendant 15 ans, fort du succès de la série. Il reprend ici des codes classiques du western et son héros malicieux ne vieillit jamais. Il profite de cet univers pour dessiner la nature et des chevaux. La série finit par le lasser d'autant qu'il doit écrire les scénarios car Lécureux a abandonné.

#### Le Grêlé 7-13
Réalisée avec Lécureux et Gaty, la série reprend le contexte de la Seconde Guerre mondiale et présente un résistant qui donne son nom à la BD, ainsi que ses compagnons. Elle met en scène autant les Français que les Allemands dans un récit qui fait la part belle au héros rusé Le Grêlé. C'est Lécureux qui écrit le scénario et il fait parfois des erreurs que Nortier doit corriger, lui qui a vécu la guerre :
« Une autre fois il décrit un convoi de camions qui transporte des caisses de V1, il n'en avait, sans doute, jamais vu. Moi, il en est passé un au-dessus de ma maison. C'était de la taille d'un avion de chasse, alors, des caisses de V1 sur un camion, faut le faire ! »
Le choix de ses personnages plus ou moins historiques montre également un attachement à la défense de valeurs morales contre le système des puissants, comme Robin des Bois, voleur au service des pauvres ou Fanfan la Tulipe qui défend sa liberté face au roi et à la bienséance de l'époque. Il conserve cependant la fantaisie qui lui permet d'attirer le jeune public, sans lui donner de leçons d'histoire, en servant le but de Vaillant : distraire et (parfois chez Nortier) faire rire.

### Les animaux et la nature : une passion tardivement exploitée
Son autre thème favori, qui lui a donné le goût du dessin, est la vie animale. Le numéro de Hop ! qui lui consacre un article à sa mort en parle en ces termes :
« Lucien Nortier aimait la nature et se plaisait à observer les animaux. Cela se sentait dans ses BD chaque fois qu'il avait à travailler sur ces sujets. »
Amateur de chasse et passionné par la nature, il croque depuis sa jeunesse les animaux et leur comportement, ce qui le rend particulièrement habile pour réaliser des récits animaliers. De Robin des Bois à Lucien des Bois, en passant par un récit complet de Rintintin, et même dans ses BD réalistes il privilégie le dessin d'animaux. 

Mais ce qui reste comme une œuvre majeure sur ce thème, sa série La Croix, le Cœur et la Meute, Lucien Nortier en parle à Hop ! dans le numéro 33 :
« Je crois qu'après 35 ans de ce métier de dessinateur, je parviens, et je souhaite que cela continue, à dessiner ce que je voulais faire dès le début : dessiner des animaux et faire de la BD pour adultes. »
Le récit illustre un jeune chasseur de sangliers en pleine guerre de Vendée, mêlant ainsi histoire et nature. Les dessins d'animaux sont accompagnés de récitatifs qui relatent parfois de façon didactique le comportement d'une harde de sangliers ou autres animaux de la forêt.

### Un style réaliste au service d’illustrations parfois techniques
Son style est très réaliste, ses personnages travaillés avec un trait précis au lavis généralement. Pour sa technique, il vaut mieux se fier à ce que dit le dessinateur lui-même :
« Autrefois je n'utilisais que le pinceau, maintenant il y a de tout : plume, feutre, pinceau, au gré de mon humeur. […] Je suis le seul dessinateur à travailler au trait avec des « pinceaux écrasés ». Ca donne mieux le sens du volume. (Vieille habitude du lavis). » 
Il n'est pratiquement jamais au scénario, ce qui lui permet malgré sa production incessante de soigner ses planches et de veiller à chaque détail de ses personnages ou du décor. En outre la plupart de ses réalisations sont en noir et blanc, aspect qui renforce le côté « sérieux » de la BD et qui l'oblige à soigner d'autant plus le décor que le lecteur n'a pas de couleurs pour stimuler son imagination. 
Il est un ami et grand admirateur de Raymond Poïvet aux côtés duquel il a aiguisé son crayon à l'Atelier 63, et cela se sent dans le traitement de l'image réaliste en noir et blanc. On peut qualifier son style de très « classique » si toutefois un tel style existe : en effet il s'adapte surtout à des genres comme les récits d'aventure qui sont légion dans les journaux de l'époque, ce qui a pu expliquer sa discrétion face à des dessinateurs au trait plus fantaisiste comme Franquin ou Uderzo. Cependant il réalise des planches humorisitiques pour le journal Le Hérisson qui ne les retient pas et lui propose des BD animalières. Il dit avoir horreur de la science-fiction, à laquelle il s'est néanmoins essayé pour Pic et Nic avec la série Jean L'Aigle.

## Mémoire de l'auteur
Bien que son œuvre soit très diverse et prolifique, il n'est pas connu comme certains auteurs de BD de son époque aujourd'hui car ses séries n'ont pas été publiées en album, du fait de la politique de Vaillant qui a privilégié la presse. Les éditions du Taupinambour prennent le relais des publications d’albums à partir des années 1980 jusqu’aux années 2010, mais il est rarement représenté dans les grands du patrimoine de la bande dessinée. 

On peut cependant citer le numéro 64 du magazine spécialisé Hop ! (qui lui a consacré plusieurs articles auparavant) qui publie un hommage dans un numéro consacré aux auteurs « oubliés » quelques jours après sa mort :
« […] Il nous laisse ses personnages et de merveilleux souvenirs. À travers eux, nous continuerons de penser à celui qui les a créés et animés avec tant de conviction. »

## Œuvres

### Albums chez Vaillant
- Lucien Nortier, , Capitaine Cormoran – Les Îles Vierges, Paris, éditions Vaillant, 1948.
- Lucien Nortier, Raymond Poïvet, Roger Lecureux, Grandes Aventures (Spécial), Paris, éditions Vaillant, 1961.
- Lucien Nortier, Lecureux Roger, Sam Billie Bill, Paris, éditions Vaillant, 1960-2013.
- Lucien Nortier, Jean Ollivier, Christian Gaty, Les Exploits de Robin, Paris, éditions Vaillant, 1974.
- Lucien Nortier, Jean Sanitas, Paul Gillon, Pif Parade Aventure, Paris, éditions Vaillant, 1977-1980.
- Lucien Nortier, Vive l’Aventure, Paris, éditions Vaillant, 1980.

### Albums aux Éditions du Taupinambour
- Lucien Nortier, Jean Sanitas, Christian Gaty, Fanfan la Tulipe, Soissons, éditions du Taupinambour, 2007-2010.
- Lucien Nortier, Roger Lecureux, Christian Gaty, Grêlé 7/13, Soissons, éditions du Taupinambour, 2008-2011.
- Lucien Nortier, Guy Berthet, Bison noir, Soissons, éditions du Taupinambour, 2010.
- Lucien Nortier, Cochise, Soissons, éditions du Taupinambour, 2011.
- Lucien Nortier, Jean Sanitas, Luc et Jori dans la patrouille de la jungle, Soissons, éditions du Taupinambour, 2014-2015.

### Albums chez d’autres éditeurs
- Lucien Nortier, La Route de l’Ouest, Paris, éditions Hemma Chaix, 1957.
- Lucien Nortier, Jean Sanitas, Christian Gaty, Fanfan la Tulipe, Paris, éditions du Kangourou, 1975-2003.
- Lucien Nortier, Le Grand Chelem, Paris, éditions Setam, 1978.
- Lucien Nortier, Jacques Marseille, Histoire Juniors, Paris, éditions Hachette, 1979-1987.
- Lucien Nortier, Jean-Gérard Imbar, Pierre Dupuis, Encyclopédie en Bandes Dessinées, Paris, éditions Philippe Auzou (L’univers), 1982.
- Lucien Nortier, Roberto Renzi,  Augusto Pedrazza, Akim, Paris, éditions Temps Forts, 2002.